# Corophium crassicorne
Corophium crassicorne är en kräftdjursart som beskrevs av Arvid Sture Bruzelius 1859. Corophium crassicorne ingår i släktet Corophium och familjen Corophiidae. Inga underarter finns listade i Catalogue of Life.